# Диграф (программирование)
Диграфы (англ. digraphs) — в программировании последовательности из двух символов, которые следует заменять на один конкретный символ. Созданы и используются для ввода символов, отсутствующих на клавиатуре или в кодировке. Применялись во времена семибитных кодировок.
Создано несколько наборов диграфов для разных языков программирования и программ:
- диграфы и триграфы в языках C и C++;

- диграфы в языке Паскаль:

| Диграф | Значение |
| ------ | -------- |
| (.     | [        |
| .)     | ]        |
| (*     | {        |
| *)     | }        |

- текстовый редактор Vim имеет команду :digraphs[1] и позволяет вводить отсутствующие на клавиатуре символы с помощью комбинации клавиш Ctrl+k xy (или ^kxy), где xy — два символа. Например, для ввода символа «±» в режиме вставки нажмите комбинацию клавиш ^k+-;
- программа GNU Screen поддерживает команды-диграфы; например, «связки» ^A ^V;
- в языке J последовательность символов «.:»[2], стоящая перед любым символом, изменяет смысл этого символа.